# Kantia
Kantia ist der Name einer fiktiven, oft fälschlicherweise als Phantominsel bezeichneten Insel in der Karibik. Die Geschichte der Insel und ihrer Entdeckung durch den Weltreisenden Johann Otto Polter wurde im Jahr 2004 von Samuel Herzog in der Neuen Zürcher Zeitung beschrieben. Seitdem wurde sie von zahlreichen anderen Publikationen und Sachbüchern übernommen. Laut Angabe des Hamburger Soziologen Wulf D. Hund handelt es sich bei der Geschichte dieser Entdeckung um eine reine Fiktion Samuel Herzogs.

## Ursprungsgeschichte
Samuel Herzog beschrieb Kantia als eine Phantominsel in der Karibik, die der Leipziger Kaufmann Johann Otto Polter 1884 gesichtet haben wollte. Die Lage war mit dem „14. Breitengrad unter dem Wendekreis des Krebses“ ungenau und unvollständig angegeben.
Laut Herzog habe Polter die angeblich bewohnte Insel nach dem Philosophen Immanuel Kant benannt und in vier weiteren Expeditionen bis 1909 vergeblich wiederzufinden versucht, um sie für den deutschen Kaiser in Besitz zu nehmen. Dieser habe Polter in einer Urkunde als Entdecker Kantias bestätigt.